# Шум (пісня Go A)
«Шум» — пісня українського гурту «Go_A», з якою він у 2021 році представив Україну на 65-му пісенному конкурсі «Євробачення» в Роттердамі та вийшов у фінал «Євробачення», де посів 5-е місце.
Пісня заснована на народних веснянках, її текст пов'язаний з весняним пробудженням природи.

## Пісня
В основу пісні лягла давня українська веснянка «Шум», що, на думку фольклористів, походить з дохристиянських часів та ритуалів, пов'язаних з весняним пробудженням природи. Фольклористи вивчають її понад 150 років. Зокрема, про «Шум» писали Михайло Максимович, Борис Грінченко і Михайло Грушевський. «Шум» розуміється як впорядковуюча енергія, уособлений ліс, персоніфікований образ шуму першої весняної зелені або бог лісів.

## Кліпи

### Перший кліп
У першому кліпі, прем'єра якого відбулася 22 січня 2021 року, виконавці стоять у білих костюмах хімічного захисту на огорненій туманом горі Щекавиця у Києві. Спочатку майже нерухомі, вони рухаються все активніше, в міру наростання темпу пісні. В другій половині кліпу виконавці починають хоровод. Танець перемежовується кадрами виконавців, що грають на синтезаторі, гітарі, вудблоці[уточнити] або на флейті. Наприкінці гурт зникає і залишається єдиний учасник, який, озирнувшись, покидає кадр.
В інтерв'ю каналу 1+1, солістка гурту Катерина Павленко розповіла, що кліп це експеримент і що наміром творців було «зняти якесь смішне відео». В інтерв'ю «Громадському» вона зазначила, що в кліпі зображено закликання Шума, щоби він прийшов і врятував людей від того, що ми зробили зі своєю планетою. А в матеріалі для видання «День» вказувалося, що крізь кліп проходить тема бажання завершення карантину через пандемію COVID-19. Кліп було знято на камеру телефона за 2 години. Джерелом натхнення послугували поліські веснянки і дарк-техно, головним героєм кліпу став фанат гурту «Go_A», якого запросили на знімання самі учасники гурту.

### Другий кліп (версія для «Євробачення»)
Друга версія кліпу, знята для «Євробачення» представлена 9 травня 2021 року, слугує продовженням, де виконавці їдуть на авто по засніженій Чорнобильській зоні відчуження. Потім вони сходять на землю, де біля вогнища людьми в костюмах хімзахисту виконується танець, а гурт грає і співає, стоячи в темному одязі. Згодом натовп позбувається захисних костюмів, постаючи в яскравому одязі, а на руку Катерині Павленко сідає канюк степовий. Ця версія символізує завершення карантину й повернення до звичайного темпу життя.
У першому варіанті пісня тривала понад чотири хвилини, однак у кінцевому варіанті її скоротили до трьох і дещо змінили текст. Зокрема, було прибрано слова « [зелену] шубу порвали».

## «Євробачення-2021»

### Національний відбір
У лютому 2020 року гурт «Go_A» взяв участь в українському національному відборі на «Євробачення-2020». 8 лютого з піснею «Соловей» він виступив у першому півфіналі відбору, в якому за результатами суддівського та глядацького голосування посів друге місце. А 22 лютого — у фіналі — здобув перемогу, діставши від суддів та глядачів максимальну кількість балів. 25 лютого гурт «Go_A» підписав угоду з НСТУ (UA: Суспільне мовлення), офіційно ставши представником України на «Євробаченні-2020».
Але через пандемію COVID-19 конкурс «Євробачення» 2020 року скасували. У 2021 році журі обрало для конкурсу 2021 року від «Go_A» пісню «Шум», оскільки ухвалило не приймати пісні, подані попереднього року.

### Півфінал
Сюжетна лінія будується навколо образу сонця і світла як символів життя та пробудження природи. Тому домінантою постановки є сонячні промені та світлові аранжування. Виступ в цілому був виконаний в стилістиці кіберпанку, учасники стояли на символічному плоту. Постановники художньо зобразили універсальну космічну енергію, не вдаючись до традиційних візуальних етнічних орнаментів української культури, орієнтуючись на широку міжнародну аудиторію. Елементом обрядової традиції є танець з використанням сопілки та бубнів. Бубни в формі сяйливих кілець відсилають до кінофільму «Трон». В матеріалах, поданих до сценарію також вказано як джерело натхнення для костюмів одяг персонажів телесеріалу «Виховані вовками» (воїни мітраїстів, прибічників сонячного божества Мітри). Як і в відеокліпах, темп пісні дедалі зростає, після символічного пробудження природи постає сезон весняної посівної, двоє учасників висипають з долонь зерно в мішки. Відновлена енергетика природи повертає глядачів до значення базових цінностей життя, сили духу, екосистеми суспільних стосунків.
Виступ «Go_A» для півфіналу «Євробачення» розроблявся режисерами-постановниками Костянтином Томільченком та Олександром Братковським з СТБ. Образи та вбрання учасників гурту розроблялися художником по костюмах Дмитром Курятою, який створював дизайн для гурту і на національному відборі у 2020 році.
«Go_A» виступили в першому півфіналі «Євробачення» 18 травня. За добу зібрав понад 2,8 мільйона переглядів на офіційному YouTube-каналі пісенного конкурсу. Відео посіло друге місце за кількістю переглядів з-поміж виступів учасників першого півфіналу. Загалом у першій частині першого півфіналу брали участь виконавці з 9-и країн, зокрема і «Go_A». В букмекерів конкурсу лідерами стали Італія, Мальта, Франція та Україна.

### Фінал
У фіналі «Євробачення» пісня «Шум» отримала 364 бали (97 від журі та 267 від глядачів), завдяки чому Україна посіла в конкурсі 5-е місце після Італії, Франції, Швейцарії та Ісландії. Загалом же до фіналу пройшли 26 країн-учасниць. За кількістю балів від глядачів пісня «Шум» отримала 2-е місце. Імовірність України посісти 1-е місце оцінювалася експертами «Євробачення» в 6 % (4-а позиція з-поміж усіх претендентів).

## Критика

### Перший кліп
Після оприлюднення вибору журі «Євробачення», 5 лютого 2021 року, на сайті фанатів «Євробачення» Wiwibloggs була опублікована стаття з аналізом оригінальності тексту пісні, що спиралася на позицію журналу «Фокус»: текст пісні повинен бути переписаний задля більшої оригінальності. Увагу до цього матеріалу також привернув ютюбер, представлений як Vanya Rassel, який вів огляди виступів на «Євробаченні». Аналіз, здійснений Wiwibloggs, показав, що текст пісні має недостатньо великі відмінності від трьох народних версій веснянки: «А в нашого Шума» (записано від Насті Зеленько із села Розумівка Кіровоградської області), «Гей нумо-нумо заплетемо Шума» (центр України) та «Гей заплетися, Шуме, заплетися» (Київ). Хоча на фольклорні твори загалом не поширюється авторське право, тому вони можуть використовуватися вільно, правила внутрішнього відбору для «Євробачення» стверджують, що всі частини пісні, як текст, так і музика, повинні бути створеними спеціально для конкурсу.
Eurovision.tv 28 лютого 2021 опублікували в переліку новин зазначення, що версія «Шуму» для півфіналу «Євробачення» матиме змінений текст аби відповідати правилам.

### Другий кліп (версія для «Євробачення»)
Зоозахисна організація «UAnimals» дорікнула гурту за використання на зйомках другого кліпу канюка степового, який занесений до Червоної книги України та імовірно утримувався в неволі.
Натомість в UA:Суспільне відповіли: «Метою появи у відео птаха, занесеного до Червоної книги України, було привернення уваги до виду, що вимирає, та відродження природи у Чорнобильській зоні відчуження. За задумом режисера кліпу, канюк символізує прихід весни і стає закликом, щоб людство прийшло до гармонії з природою, усвідомило, наскільки тваринний світ важливий, а техногенні споруди на кшталт ЧАЕС потрібно мінімізувати, аби дати вільно існувати флорі та фауні. Щоб у наш світ повернулися рідкісні види тварин, які повноцінно житимуть поруч з людиною», а також додали: «У зйомках взяв участь птах, який не живе у дикій природі. Ще пташеням канюк був травмований, виріс у звіринці, і наразі не призвичаєний до життя у природних умовах, тому звільнення птаха може призвести до його загибелі».

### Виступ у півфіналі «Євробачення»
Сценаристка Анастасія Михайлова стверджувала в Facebook 18 травня, що для виступу гурту в півфіналі було використано її сценарій, який був відправлений 6 лютого, але не пройшов відбір. Вимогою Анастасії Михайлової «Суспільному» було вказати її як авторку сценарію.
UA: Суспільне мовлення відповіло 20 травня, що створення сценічного виступу режисерами-постановниками Костянтином Томільченком та Олександром Братковським здійснювалось незалежно від суспільного мовника. Оскільки жодних матеріалів проведеного Мистецького конкурсу суспільний мовник режисерами-постановниками не передавав, то не вбачає у презентованій у півфіналі «Євробачення» постановці «Go_A» запозичень з поданих на Мистецький конкурс матеріалів. Костянтин Томільченко, проаналізувавши ідею Анастасії Михайлової, відгукнувся: «У вашій ідеї описано, (в тих слайдах, що ви виклали), як вокалістка має з'являється з пня (!), Навколо неї висять підсвічені вишиванки, головні дійові особи-хлопець і дівчина, а в фіналі — всі водять хороводи навколо вокалістки. І все це описано як „магічне дійство“, тобто жанрово не як кібер-панк, а як фентезі-казка…».

## Світовий успіх
Невдовзі після презентації пісні на «Євробаченні» 26 травня 2021 року пісня «Шум» очолила престижний світовий хіт-парад музичних трендів «Spotify» та увійшла до 20 найкращих в інших хіт-парадах, зокрема в Європейському ай-тюнз пісенному хіт-параді на сайті «Кворб» пісня котується на рівних з хітом Джастіна Бібера «Peaches». Крім того, пісня входить до численних національних топ-трендів на «iTunes», «Apple Music» та «YouTube».
Також пісня отримала чисельних прихильників серед інших учасників «Євробачення» та у соцмережі «Тік-ток».
У січні 2022 року ESC Radio підбило підсумки голосування за найпопулярнішу пісню в історії конкурсу. Пісня «Шум» гурту Go_A увійшла до трійки переможців.